# نيكو بريتشنايدر
نيكو بريتشنايدر (بالألمانية: Niko Bretschneider)‏ هو لاعب كرة قدم ألماني، ولد في 10 أغسطس 1999 في برلين في ألمانيا.

## وصلات خارجية
- نيكو بريتشنايدر على موقع قاعدة بيانات كرة القدم.إي يو (الإنجليزية)
- نيكو بريتشنايدر على موقع بيانات كرة القدم. دي إي (الألمانية)
- نيكو بريتشنايدر على موقع Soccerbase.com (لاعب) (الإنجليزية)
- نيكو بريتشنايدر على موقع Soccerway.com (الإنجليزية)
- نيكو بريتشنايدر على موقع عالم كرة القدم.نت (الإنجليزية)